# プロフェシオナーリ
『プロフェシオナーリ』（Profesionáli : プロフェッショナル）は、スロバキアの民放局テレビJOJで2008年9月から放送されているコメディテレビドラマ。スロバキア国家警察隊を模した架空の地方警察署を舞台に、くせ者の警察官たちが風刺を込めた喜劇を繰り広げるドラマで、第1期は平均29%の高視聴率を記録した。

## 概要
スロバキアのテレビドラマで主流となっているシチュエーション・コメディの一つ。1話45分で2010年までに5期79話が放送されている。警察署長のマロシュ・ナジ大尉の下に揃う、規則の権化や大食漢の怠け者、マザコンのお調子者といったくせ者の警察官たちに、地元でパブや売春宿を経営する元マフィアの男が加わって、地域や署内のさまざまな問題を引っかき回す。笑いの中に込めた警察の権威主義、女性差別問題、悪徳商法の蔓延といった社会情勢への強い風刺が視聴者の支持を集めた。ライセンス供与によりチェコ共和国警察（PČR）を舞台にしたチェコ語版も制作された。
ナジ大尉役のペテル・バツヒアニはスロバキアの実力派演劇俳優で、シットコムドラマの第一人者として人気が高い。ドラマの舞台は公式設定で国家警察隊（Policajný zbor）の警察署とされており、制服や階級は実際の国家警察隊と同じだが、帽章は社会主義時代のチェコスロバキアの国章を用いるなどして、あえてフィクションであることを強調している。
スロバキア国家警察隊は2009年12月、市民に対する警察のPRに貢献したとして番組に警察隊勇猛献身章（Vyznamenanie za chrabrosť a oddanosť PZ）を贈り、国家警察隊長官のヤーン・パツカ大将がナジ大尉に扮した制服姿のバツヒアニにメダルを手渡した。

## 出演
- ペテル・バツヒアニ（マロシュ・ナジ大尉）
- ルボシュ・コステルニー（フランティシェク・ボボロフスキー上級中尉）
- ルカーシュ・ラティナーク（カロル・フールカ中尉）
- ツソンゴル・カッサイ（アレクサンデル・ヴィシュニー・リエフェンスタフル少尉）
- ヘレナ・クライチオヴァー（スカルレト・バラージコヴァー上級中尉）
- ヤーン・クロネル（ミニョー・デモヴィチュ）
- オリガ・ベレショヴァー（ベアトリックス・ベジュナー）
- ミハル・フダーク（ミキ・フリツ上級中尉、4期 - ）